# Correia Pinto
Correia Pinto is een gemeente in de Braziliaanse deelstaat Santa Catarina. De gemeente telt 14.842 inwoners (schatting 2009).

## Aangrenzende gemeenten
De gemeente grenst aan Curitibanos, Lages, Palmeira, Ponte Alta en São José do Cerrito.